# 受容野
受容野（じゅようや、英: Receptive field）とは、感覚系のニューロンの神経応答（多くの場合、神経発火）に変化を生じるような刺激が提示される空間の領域のことである。受容野は、聴覚系、体性感覚系、視覚系のニューロンで同定されてきた。
受容野の概念は、感覚系のニューロンのみならず、神経系全体のレベルにまで拡張することができる。多くの感覚受容器の全てがある単一のニューロンとシナプスを作っていたとすると、その細胞のニューロンを構成するのは感覚受容器の受容野全体である。たとえば、網膜神経節細胞の受容野は、それにシナプスを作る光受容器の全体によって構成され、神経節細胞の集団が脳の細胞の受容野を形成していると考えることができる。こうした過程を収斂と呼ぶ。

## 聴覚系
聴覚系では、受容野は音空間における空間であり、これは音の周波数領域である。ほとんどの研究者は、聴覚的受容野と、哺乳類における蝸牛の有毛細胞のような感覚上皮の領域とを区別して考える。

## 体性感覚系
体性感覚系では、受容野は皮膚あるいは器官の一領域である。機械受容器のなかには大きな受容野を持つものもあり、小さな受容野を持つものもある。
大きな受容野は、広範な範囲における変化の検出を可能にするが、知覚における空間的精度は低下する。したがって、指先のように詳細な構造の検出能力が必要な部位では、小さな受容野を持つ機械受容器が密集している。その一方で、背中や足などでは、受容器の数は少なくなり、受容野は大きくなる。大きな受容野を持つ受容器は、"hot spot" つまり受容野の一部（通常は中央で、受容器の直上）に、刺激が最も強い応答を生じる領域を持つ。

## 視覚系
視覚系での受容野は、視空間における空間である。たとえば、ある光受容器の受容野は、その細胞の応答を変化する光の全ての視方向からなり、これは円錐形の空間となる。この円錐の頂点はレンズの中心であり、底面は視空間のなかで無限大の面積を持つ。伝統的に、視覚系の受容野は2次元（例えば円形、正方形、四角形など）で表現される。このような受容野は、刺激が細胞を活性化する提示位置のなかで、研究者が刺激を提示したスクリーン上に沿った断面である。視覚野の両眼性ニューロンでは、受容野は無限遠にまでは広がらない。受容野は、観察者からある距離だけ離れた位置にあるか、固視点からある距離だけ離れた位置にある（パナムの融合域を参考）。
受容野を、光がニューロンの応答を変化できる網膜上の領域として表すことも多い。網膜神経節細胞では、網膜のこのような領域は、片方の目の光受容体すなわち錐体と桿体から構成され、これらは双極細胞、水平細胞、アマクリン細胞を経て神経節細胞へ接続する。視覚皮質の両眼性細胞では、双方の目で対応する領域を決定することが必要である。単眼での受容野は、片方の目を閉じて網膜ごとに特定することはできるが、そのニューロンの完全な応答特性は両方の目を開いたときにのみ明らかになる。
ヒューベルとウィーセルは、視覚系のある階層におけるニューロンの受容野は、それよりも下位の階層におけるニューロンからの入力により構成されるという理論を発展させた。このように、小さくて単純な受容野が組み合わさることによって、大きくて複雑な受容野が構成される。後の理論家は、視覚系のある階層におけるニューロンが、それよりも高次の階層のニューロンからフィードバック入力を受けることを取り入れて、こうした単純な階層構造をより発展させた。
受容野は、光受容器から網膜神経節細胞、外側膝状体ニューロン、一次視覚野ニューロン、外線条野ニューロンと、視覚系のあらゆる階層のニューロンについてマッピングされてきた。

### 網膜神経節細胞

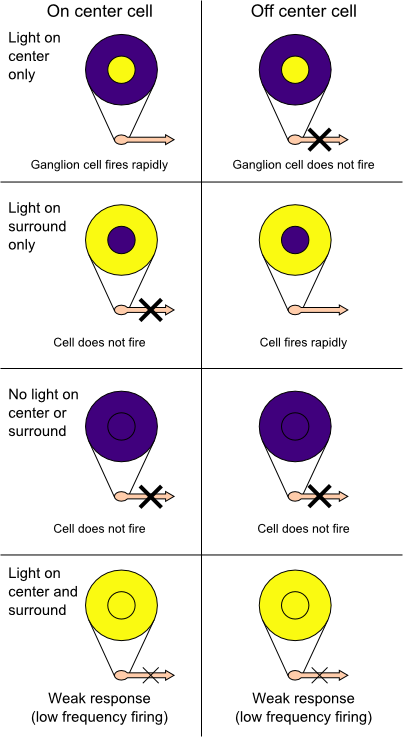
オン中心型とオフ中心型の網膜神経節細胞は、受容野と中心と周辺の光に異なる応答を示す。強い応答であれば発火頻度が高く、弱い応答であれば発火頻度は低く、応答が全くなければ活動電位が生じない。

神経節細胞の受容野は、多くの錐体と桿体から構成され、コントラスト検出が可能であり、オブジェクトのエッジ検出に用いられている。受容野のそれぞれは、中央にある円形の「中心」と、同心円上にそれを取り囲む「周辺」よりなり、それぞれの領域に投影された光は異なる応答を生じる。たとえば、受容野中心への光がある神経節細胞の発火頻度を上げたとすると、周辺への光はその細胞の発火頻度を下げることになる。
双極細胞には「オン中心 (on-center)」と「オフ中心 (off-center)」の2種類がある。オン中心細胞は、受容野の中心に光が落ちると刺激され、周辺に光が落ちると抑制される。オフ中心細胞はその逆の応答を示す。オン中心細胞の受容野中心を刺激すると、「脱分極」が生じ、神経節細胞の発火頻度を上昇させる。周辺を刺激すると「過分極」が生じ、神経節細胞の発火頻度を低下させる。中心と周辺をともに刺激すると、そこそこの応答しか得られない（中心と周辺の相互抑制による）。オフ中心細胞は周辺への刺激により興奮し、中心への刺激により抑制される（図を参照）。
複数の神経節細胞の受容野を構成する光受容器は、シナプス後細胞を興奮・抑制することができる。これは、光受容器が神経伝達物質のグルタミン酸をそのシナプスにおいて放出するためで、それが開くイオンチャネルに依存して、後細胞を脱分極・過分極させる。
中心周辺型の受容野構造により、神経節細胞は光受容器が興奮したかどうか(光受容器は緩電位応答を示し、活動電位は生じないことに注意)よりも多くの情報を伝えることができるが、中心と周辺における光受容器の活性化の差分についての情報が得られることが重要である。このことにより、コントラストについての情報を伝達することが可能だからである。受容野の大きさにより、空間周波数が決まる。小さい受容野であれば高空間周波数、つまり画像の詳細により刺激される。大きな受容野であれば低空間周波数、つまり画像の荒い構造により刺激される。網膜神経節細胞の受容野は、網膜上に落ちた光の分布の非連続性についての情報を伝える。このことで、オブジェクトのエッジが特定されうる。

### 外側膝状体
視覚系のさらに上位では、神経節細胞の集団が外側膝状体ニューロンの受容野を構成している。受容野は神経節細胞と同様の形状であり、中心周辺拮抗型であり、これらはオン中心型かオフ中心型である。

### 一次視覚野
一次視覚野ニューロンの受容野はより大きく、神経節細胞やLGN細胞に比べて、より複雑な刺激を要求する。ヒューベルとウィーセルは、一次視覚野ニューロンをその受容野に基づいて、単純細胞、複雑細胞、超複雑細胞に分類した。単純細胞の受容野は、細長くたとえば中心に楕円形の興奮野があり周辺に抑制野があるか、ほぼ長方形で長辺の一方の領域が興奮野でもう一方が抑制野である。こうした細胞を興奮させる像は、特定の方向に傾いている必要がある。複雑細胞の受容野では、特定の方向に傾いたバーが細胞を興奮させ、細胞を興奮させるために特定の方向への運動が必要なものもある。超複雑細胞では、バーは特定の長さを持つ必要がある。

### 外線条野
外線条野では、細胞は大きな受容野を持ち、細胞を興奮させるのに必要な像は複雑である。たとえば、下側頭葉ニューロンでは、受容野は視空間の正中線を通っており、放射縞や手のような画像に対して応答する。紡錘状回では、ニューロンは顔画像に対して応答すると考えられている。こうした性質は、初期のfMRI研究の成果のひとつである。こうした発見は、後に単一神経レベルでも確認された。同様に、カテゴリー特異的な脳領野も調べられている。近年の研究では、たとえば海馬傍回が建物の知覚に特化している可能性が報告されている。しかし、より最近の研究によれば、紡錘状回は顔に特化しているのではなく、異なる物体のカテゴリー内弁別に用いられることも示唆されている。